# 愛知県道391号金沢江島停車場線
愛知県道391号金沢江島停車場線（あいちけんどう391ごう かなざわえじまていしゃじょうせん）は、愛知県豊川市金沢町から江島町を経由して豊川市東上町柿木（JR飯田線江島駅前）に至る県道である。

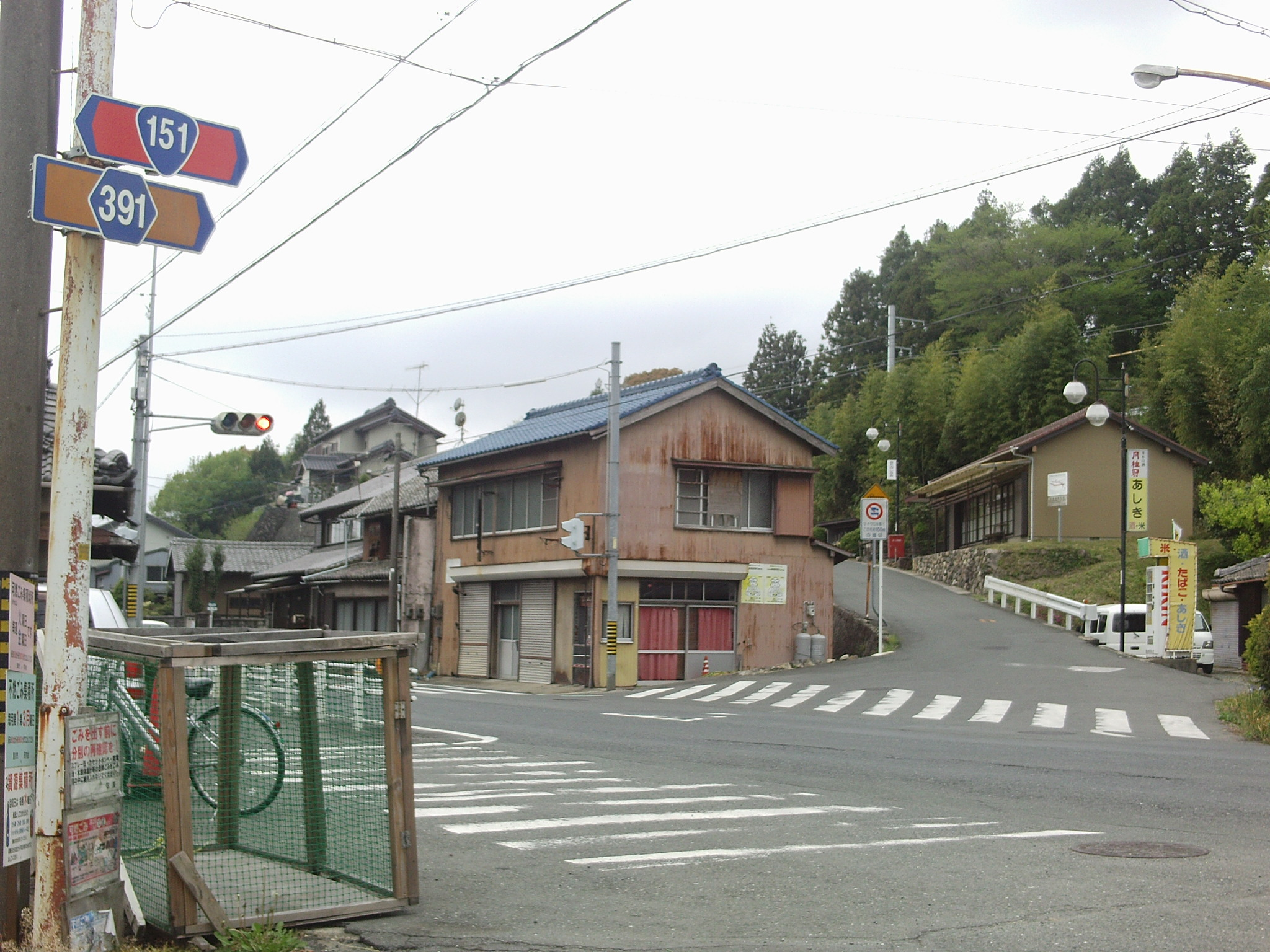
旧道から江島停車場方向を望む。この坂を登るとすぐに駅が現れる。

## 概要

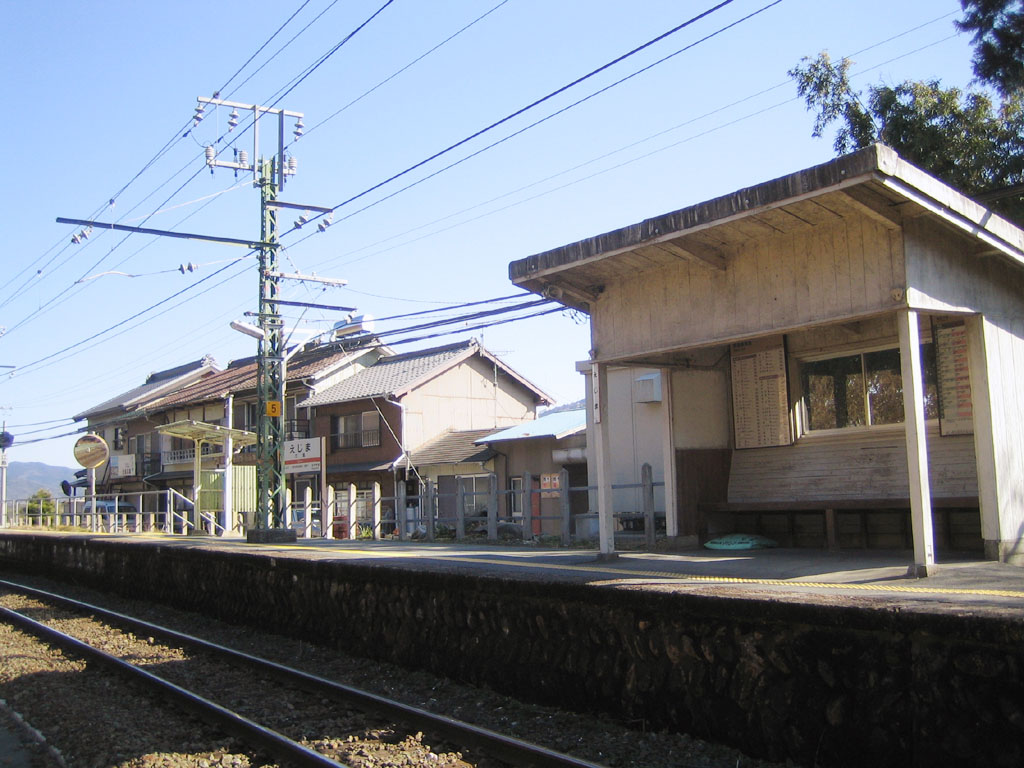
終点にある江島駅。写真左奥に見える民家の前の道が愛知県道391号金沢江島停車場線。

起点から国道151号と交差するまでは畑の中を進む。途中、豊川を渡る（江島橋）。江島橋北交差点からは国道151号との重複区間を走り、江島駅交差点で国道151号と分かれる。
この交差点からは上り坂になり、さらに道幅も狭くなる。坂を登り切ると、ホーム1本の江島駅に着く。元は、現ルートの西側の経路で江島橋も現在より下流の江島駅交差点の南側にあったが、橋が1968年（昭和43年）の台風で流出したことと道路拡張のため1976年（昭和51年）に現ルートに変更、旧ルートは市道（当時は一宮町道）に格下げされた。

### 路線データ
- 起点：愛知県豊川市金沢町（金沢岡下交差点）
- 終点：愛知県豊川市東上町柿木（江島駅前）

## 沿革
- 1959年12月15日：認定

## 通過する自治体
- 愛知県
  - 豊川市

## 接続する道路
- 愛知県道69号豊橋乗本線（金沢岡下交差点）
- 国道151号（江島橋北交差点・江島駅交差点間で重複）

## 沿線
- JR飯田線 江島駅